# JATCO前站
JATCO前站（日语：／ Jiyatokomae eki */?）是位於靜岡縣富士市依田原町7番地，岳南電車的岳南線車站。車站編號為GD02。副站名為JATCO1地區前站（日语：／）。
因公司名稱Jatco的日文讀法為，所以車站名稱的JATCO讀法也為「ジャ」。
此站距離鄰站吉原站（岳南線起點站）2.3公里，佔岳南線全線距離（9.2公里）4分之1，為線內最遠站距區間。
Jatco株式會社設有一個「開花Jatco前站」的項目，種植了許多芝櫻。

## 歷史
從前車站名為「日產前站（日语：／）」，當時的站名取自鄰近日產汽車吉原工場。在1999年（平成11年）6月，工場的業務轉讓給Jatco株式會社，成為了Jatco的工場。在2005年（平成17年）4月，根據當時的情況改名為JATCO前站。
- 1949年（昭和24年）11月18日 - 岳南鐵道（日语：岳南鉄道）日產前站。
- 2005年（平成17年）4月1日 - 車站改名為JATCO前站。
- 2013年（平成25年）4月1日 - 隨著經營業務轉移，成為岳南電車車站[1]。

## 車站構造
此站是地面車站，設有1面1線的單式月台，月台位於路軌南邊。此站是無人車站，沒有車站大樓。曾經此站可進行列車交會。

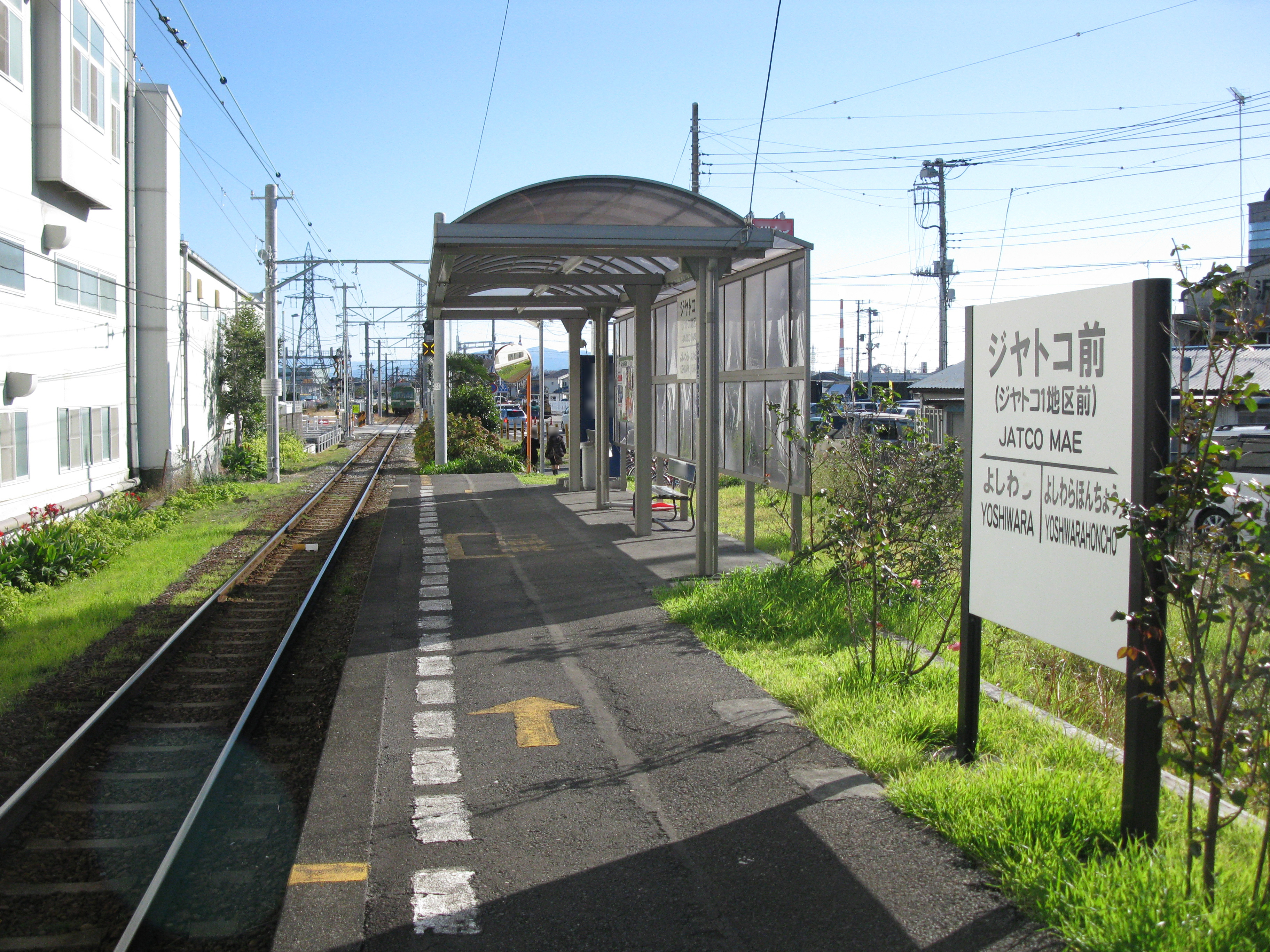
月台（2010年12月）
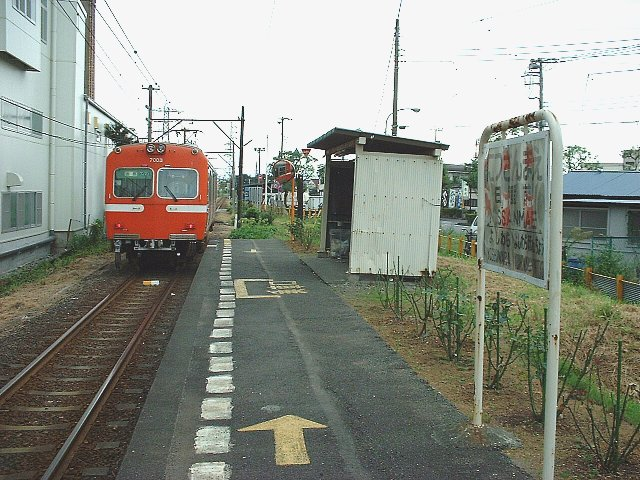
日產前站當時的月台（2003年9月）

## 利用狀況
根據「靜岡縣統計年鑑」，以下為1日平均上下車人次列表。此站是在岳南線10座車站中最少人使用。
| 年度   | 一日平均 乘車人次 | 一日平均 上下車人次 |
| ------ | ----------------- | ------------------- |
| 2001年 | 18                | 35                  |
| 2002年 | 18                | 36                  |
| 2003年 | 18                | 35                  |
| 2004年 | 18                | 34                  |
| 2005年 | 21                | 38                  |
| 2006年 | 23                | 43                  |
| 2007年 | 21                | 39                  |
| 2008年 | 21                | 52                  |
| 2009年 | 24                | 85                  |
| 2010年 | 22                | 81                  |
| 2011年 | 19                | 78                  |
| 2012年 | 25                | 88                  |
| 2013年 | 27                | 95                  |
| 2014年 | 29                | 96                  |
| 2015年 | 28                | 93                  |
| 2016年 | 54                | 105                 |
| 2017年 | 81                | 115                 |
| 2018年 | 83                | 118                 |

## 車站周邊
車站對出是Jatco工場（富士第1地區）。鄰近設有路邊型商店。另外，車站鄰近富士警署。

## 巴士路線
- 富士市社區巴士「風趣（日语：富士市コミュニティバス）」[2]

## 相鄰車站
岳南電車
■岳南線
吉原（GD01）－（左富士號誌站）－JATCO前（GD02）－吉原本町（GD03）

## 注腳
1. ↑  . 日本經濟新聞. 2013-01-25  [2013-01-27]. （原始内容存档于2021-02-14） （日语）.
2. ↑  社區巴士路線圖 （页面存档备份，存于）（日語）

## 外部連結
- GD2 JATCO前站 （页面存档备份，存于）（日語） - 岳南電車株式會社